# Matteo Tosatto
Matteo Tosatto (ur. 14 maja 1974 w Castelfranco Veneto) – włoski kolarz szosowy, zawodnik profesjonalnej grupy Tinkoff.
W zawodowym peletonie występuje od 1997 roku. Etapowy zwycięzca w Tour de France (2006) i Giro d'Italia (2001). 

## Najważniejsze osiągnięcia
2000
- 1. miejsce na 4. etapie Paryż-Nicea
- 2. miejsce w Rund um den Henninger-Turm

2001
- 1. miejsce na 12. etapie Giro d'Italia

2002
- 1. miejsce w Coppa Placci

2004
- 1. miejsce w Giro di Toscana
- 1. miejsce w GP Kanton Aargau Gippingen

2006
- 1. miejsce na 18. etapie Tour de France

2012
- 7. miejsce w Paryż-Roubaix